# Zico (cầu thủ bóng đá)
Arthur Antunes Coimbra ([ax'tux ɐ̃'tũ.nis ko'ĩ.brɐ]) (sinh 3 tháng 3 năm 1953), được biết đến với cái tên Zico (['zi.ku]), là một cựu cầu thủ và HLV bóng đá người Brasil. Có biệt danh "Pele trắng", ông được coi là một trong những cầu thủ rê dắt và săn bàn xuất chúng nhất trong bóng đá và là một trong những cầu thủ xuất sắc nhất của thập niên 1980. Năm 2004, Pelé bầu ông là một trong 125 huyền thoại sống của bóng đá thế giới trong FIFA 100.
Zico đã tham dự 3 kỳ World Cup các năm 1978, 1982 và 1986. Ông ghi được 66 bàn trong 88 trận cho tuyển quốc gia dù chưa một lần vô địch World Cup. Ông được coi là một trong những cầu thủ xuất sắc nhất trong lịch sử bóng đá chưa một lần chạm tay vào cúp vàng thế giới. Năm 1983, ông được Tạp chí Bóng đá tiếng Anh bầu là cầu thủ của năm.
Zico đã dẫn dắt Đội tuyển bóng đá quốc gia Nhật Bản từ 2002-2006, tham dự World Cup 2006 và vô địch Asian Cup 2004, từ 4 tháng 7 năm 2006 ông được bổ nhiệm làm HLV trưởng CLB Fenerbahçe của Thổ Nhĩ Kỳ.

## Thống kê sự nghiệp

### Bàn thắng quốc tế
| #   | Ngày                 | Địa điểm                                                 | Đối thủ          | Bàn thắng | Kết quả | Giải đấu                 |
| --- | -------------------- | -------------------------------------------------------- | ---------------- | --------- | ------- | ------------------------ |
| 1.  | 25 tháng 2 năm 1976  | Sân vận động Centenario, Montevideo, Uruguay             | Uruguay          | 1–0       | 2–1     | Giao hữu                 |
| 2.  | 27 tháng 2 năm 1976  | Sân vận động Antonio V. Liberti, Buenos Aires, Argentina | Argentina        | 2–0       | 2–1     | Giao hữu                 |
| 3.  | 28 tháng 4 năm 1976  | Sân vận động Maracanã, Rio de Janeiro, Brasil            | Uruguay          | 2–1       | 2–1     | Giao hữu                 |
| 4.  | 31 tháng 5 năm 1976  | Yale Bowl, New Haven, Hoa Kỳ                             | Ý                | 3–1       | 4–1     | Giao hữu                 |
| 5.  | 9 tháng 6 năm 1976   | Sân vận động Maracanã, Rio de Janeiro, Brasil            | Paraguay         | 1–0       | 3–1     | Giao hữu                 |
| 6.  | 1 tháng 12 năm 1976  | Sân vận động Maracanã, Rio de Janeiro, Brasil            | Liên Xô          | 1–0       | 2–0     | Giao hữu                 |
| 7.  | 9 tháng 3 năm 1977   | Sân vận động Maracanã, Rio de Janeiro, Brasil            | Colombia         | 2–0       | 6–0     | Vòng loại World Cup 1978 |
| 8.  | 23 tháng 6 năm 1977  | Sân vận động Maracanã, Rio de Janeiro, Brasil            | Scotland         | 1–0       | 2–0     | Giao hữu                 |
| 9.  | 14 tháng 7 năm 1977  | Sân vận động Pascual Guerrero, Cali, Colombia            | Bolivia          | 1–0       | 8–0     | Vòng loại World Cup 1978 |
| 10. | 14 tháng 7 năm 1977  | Sân vận động Pascual Guerrero, Cali, Colombia            | Bolivia          | 2–0       | 8–0     | Vòng loại World Cup 1978 |
| 11. | 14 tháng 7 năm 1977  | Sân vận động Pascual Guerrero, Cali, Colombia            | Bolivia          | 4–0       | 8–0     | Vòng loại World Cup 1978 |
| 12. | 14 tháng 7 năm 1977  | Sân vận động Pascual Guerrero, Cali, Colombia            | Bolivia          | 6–0       | 8–0     | Vòng loại World Cup 1978 |
| 13. | 1 tháng 5 năm 1978   | Sân vận động Maracanã, Rio de Janeiro, Brasil            | Perú             | 1–0       | 3–0     | Giao hữu                 |
| 14. | 17 tháng 5 năm 1978  | Sân vận động Maracanã, Rio de Janeiro, Brasil            | Tiệp Khắc        | 1–0       | 3–0     | Giao hữu                 |
| 15. | 14 tháng 6 năm 1978  | Sân vận động Malvinas Argentinas, Mendoza, Argentina     | Perú             | 3–0       | 3–0     | World Cup 1978           |
| 16. | 17 tháng 5 năm 1979  | Sân vận động Maracanã, Rio de Janeiro, Brasil            | Paraguay         | 3–0       | 6–0     | Giao hữu                 |
| 17. | 17 tháng 5 năm 1979  | Sân vận động Maracanã, Rio de Janeiro, Brasil            | Paraguay         | 4–0       | 6–0     | Giao hữu                 |
| 18. | 17 tháng 5 năm 1979  | Sân vận động Maracanã, Rio de Janeiro, Brasil            | Paraguay         | 5–0       | 6–0     | Giao hữu                 |
| 19. | 2 tháng 8 năm 1979   | Sân vận động Maracanã, Rio de Janeiro, Brasil            | Argentina        | 1–0       | 2–1     | Copa América 1979        |
| 20. | 16 tháng 9 năm 1979  | Sân vận động Morumbi, São Paulo, Brasil                  | Bolivia          | 2–0       | 2–0     | Copa América 1979        |
| 21. | 24 tháng 6 năm 1980  | Sân vận động Mineirão, Belo Horizonte, Brasil            | Chile            | 1–0       | 2–1     | Giao hữu                 |
| 22. | 29 tháng 6 năm 1980  | Sân vận động Morumbi, São Paulo, Brasil                  | Ba Lan           | 1–1       | 1–1     | Giao hữu                 |
| 23. | 30 tháng 10 năm 1980 | Sân vận động Serra Dourada, Goiânia, Brasil              | Paraguay         | 1–0       | 6–0     | Giao hữu                 |
| 24. | 30 tháng 10 năm 1980 | Sân vận động Serra Dourada, Goiânia, Brasil              | Paraguay         | 2–0       | 6–0     | Giao hữu                 |
| 25. | 8 tháng 2 năm 1981   | Sân vận động Olympic, Caracas, Venezuela                 | Venezuela        | 1–0       | 6–0     | Vòng loại World Cup 1982 |
| 26. | 14 tháng 2 năm 1981  | Sân vận động Olympic Atahualpa, Quito, Ecuador           | Ecuador          | 1–0       | 6–0     | Giao hữu                 |
| 27. | 14 tháng 3 năm 1981  | Sân vận động Santa Cruz, Ribeirão Preto, Brasil          | Chile            | 1–0       | 2–1     | Giao hữu                 |
| 28. | 22 tháng 3 năm 1981  | Sân vận động Maracanã, Rio de Janeiro, Brasil            | Bolivia          | 1–0       | 3–1     | Vòng loại World Cup 1982 |
| 29. | 22 tháng 3 năm 1981  | Sân vận động Maracanã, Rio de Janeiro, Brasil            | Bolivia          | 2–0       | 3–1     | Vòng loại World Cup 1982 |
| 30. | 22 tháng 3 năm 1981  | Sân vận động Maracanã, Rio de Janeiro, Brasil            | Bolivia          | 3–1       | 3–1     | Vòng loại World Cup 1982 |
| 31. | 29 tháng 3 năm 1981  | Sân vận động Serra Dourada, Goiânia, Brasil              | Venezuela        | 4–0       | 5–0     | Vòng loại World Cup 1982 |
| 32. | 12 tháng 5 năm 1981  | Sân vận động Wembley, Luân Đôn, Anh                      | Anh              | 1–0       | 1–0     | Giao hữu                 |
| 33. | 15 tháng 5 năm 1981  | Sân vận động Công viên các Hoàng tử, Paris, Pháp         | Pháp             | 1–0       | 3–1     | Giao hữu                 |
| 34. | 28 tháng 10 năm 1981 | Sân vận động Olympic, Porto Alegre, Brasil               | Bulgaria         | 2–0       | 3–0     | Giao hữu                 |
| 35. | 3 tháng 3 năm 1982   | Sân vận động Morumbi, São Paulo, Brasil                  | Tiệp Khắc        | 1–0       | 1–1     | Giao hữu                 |
| 36. | 5 tháng 5 năm 1982   | Castelão, São Luís, Brasil                               | Bồ Đào Nha       | 3–0       | 3–1     | Giao hữu                 |
| 37. | 19 tháng 5 năm 1982  | Sân vận động Arruda, Recife, Brasil                      | Thụy Sĩ          | 1–0       | 1–1     | Giao hữu                 |
| 38. | 27 tháng 5 năm 1982  | Parque do Sabiá, Uberlândia, Brasil                      | Cộng hòa Ireland | 7–0       | 7–0     | Giao hữu                 |
| 39. | 18 tháng 6 năm 1982  | Sân vận động Benito Villamarín, Sevilla, Tây Ban Nha     | Scotland         | 1–1       | 4–1     | World Cup 1982           |
| 40. | 23 tháng 6 năm 1982  | Sân vận động Benito Villamarín, Sevilla, Tây Ban Nha     | New Zealand      | 1–0       | 4–0     | World Cup 1982           |
| 41. | 23 tháng 6 năm 1982  | Sân vận động Benito Villamarín, Sevilla, Tây Ban Nha     | New Zealand      | 2–0       | 4–0     | World Cup 1982           |
| 42. | 2 tháng 7 năm 1982   | Sân vận động Sarrià, Barcelona, Tây Ban Nha              | Argentina        | 1–0       | 3–1     | World Cup 1982           |
| 43. | 8 tháng 6 năm 1985   | Sân vận động Beira-Rio, Porto Alegre, Brasil             | Chile            | 1–0       | 3–1     | Giao hữu                 |
| 44. | 8 tháng 6 năm 1985   | Sân vận động Beira-Rio, Porto Alegre, Brasil             | Chile            | 2–0       | 3–1     | Giao hữu                 |
| 45. | 16 tháng 6 năm 1985  | Sân vận động Defensores del Chaco, Asunción, Paraguay    | Paraguay         | 2–0       | 2–0     | Vòng loại World Cup 1986 |
| 46. | 30 tháng 4 năm 1986  | Sân vận động Arruda, Recife, Brasil                      | Nam Tư           | 1–0       | 4–2     | Giao hữu                 |
| 47. | 30 tháng 4 năm 1986  | Sân vận động Arruda, Recife, Brasil                      | Nam Tư           | 2–2       | 4–2     | Giao hữu                 |
| 48. | 30 tháng 4 năm 1986  | Sân vận động Arruda, Recife, Brasil                      | Nam Tư           | 3–2       | 4–2     | Giao hữu                 |